# Howard Roberts
Howard Roberts (Phoenix, 2 oktober 1929 - Seattle, 28 juni 1992) was een Amerikaanse jazzgitarist, studiomuzikant en gitaarleraar.

## Carrière
Howard Roberts begon gitaar te spelen op 8-jarige leeftijd. Op 15-jarige leeftijd werkte hij als professionele muzikant met plaatselijke bands. In 1950 verhuisde hij naar Los Angeles. Met steun van Jack Marshall begon hij te werken met muzikanten als Bobby Troup, Chico Hamilton en Barney Kessel. In 1956 werd hij door Bobby Troup aanbevolen bij Verve Records, waar hij ging werken als studiomuzikant. Naast deze bezigheid was hij als sessiemuzikant betrokken bij veel plaatopnamen tot in de jaren 1970. Bijkomend trad hij met eigen formaties op in clubs en nam platen op onder zijn eigen naam, zoals Movin' Man, Velvet Groove, Good Pickin' en The Real Howard Roberts. In het West Coast Jazzcircuit was Roberts vaak sessiemuzikant voor Buddy DeFranco, Shorty Rogers, Pete en Conte Candoli, Art Pepper en Buddy Collette, verder werkte hij ook voor Oliver Nelson, Thelonious Monk, Gerry Mulligan en Hank Jones.
Roberts speelde ritmegitaar, leadgitaar, bas en mandoline en was tijdens zijn werk in Hollywood betrokken bij talrijke studio- tv- en filmprojecten:
- Bij de titelmuziek van de tv-serie The Twilight Zone (1959).
- Bij het titelthema van The Munsters.
- Bij het titelthema van I Dream of Jeannie.

Bovendien begeleidde hij talrijke artiesten als Georgie Auld, Peggy Lee (Fever), Eddie Cochran (Sittin' In The Balconi), Bobby Day (Rockin' Robin), Jody Reynolds (Endless Sleep), Shelley Fabares (Johnny Angel), Dean Martin (Houston), The Monkees, Roy Clark, Chet Atkins en The Electric Prunes.
In 1963 nam Roberts zijn albums Color Him Funky en H.R. Is a Dirty Guitar Player op bij Capitol Records, begeleid door zijn kwartet in de bezetting Roberts (gitaar), Chuck Berghofer (bas), Earl Palmer (drums), Paul Bryant en Burkley Kendrix (orgel). Na negen albums voor Capitol Records maakte hij opnamen voor ABC Impulse.
Vanaf de late jaren 1960 begon Roberts meer als leraar te werken. Hij onderwees bij gitaar-workshops, schreef regelmatig in het magazine Guitar Player de columns Jazz Improvisation en publiceerde meerdere leerboeken. Hij richtte voorts het Guitar Institute of Technology en de uitgeverij Playback Publishing op. Na zijn dood in 1992 continueerde zijn vrouw Patty zijn pedagogische activiteiten.

## Overlijden
Howard Roberts overleed in juni 1992 op 62-jarige leeftijd.

## Discografie
- 1959: Good Pickin's
- 1963: Color Him Funky
- 1963: H.R. Is A Dirty Guitar Player
- 1965: Something's Cookin
- 1965: Goodies
- 1966: Whatever's Fair!
- 1967: Jaunty-Jolly!
- 1967: Guilty!!
- 1977: The Real Howard Roberts (met Ray Brown)
- 1968: Release of An Oath

## Publicaties
- 1971: The Howard Roberts’ Guitar Book, Playback Music Publishing Company
- 1972: Howard Roberts Guitar Manual, Playback Music Publishing Company
- 1972: Howard Roberts Guitar Manual Chord Melody, Playback Music Publishing Company
- 1977: Super Solos, Playback Music Publishing Company
- 1978: Super Chops, Playback Music Publishing Company
- 1989: Guitar Compendium, Vol. 1–3, Advance Music

- Biblioteca Nacional de España: XX1658403
- Bibliothèque nationale de France: cb13899057z (data)
- Gemeinsame Normdatei: 134616243
- International Standard Name Identifier: 0000 0000 5663 1013
- Library of Congress Control Number: n92058528
- MusicBrainz: 0c2a4dd8-cbc7-4d5d-b48b-1fcb03fd5692
- Nederlandse Thesaurus van Auteursnamen: 10055234X
- Istituto Centrale per il Catalogo Unico: VEAV050559
- Virtual International Authority File: 56797490
- WorldCat: E39PBJtmpDPMJxdMCBGV9Qkv73